# Rickettsiaceae
Rickettsiaceae — родина грам-негативних бактерій ряду Rickettsiales (як представники родини, так і ряду та типового роду мають українську назву «рикетсії»). Названі на честь Говарда Рікеттса (1871] — ⁣1910), американського патолога, який в 1909 році вперше описав першого представника родини — збудника плямистої гарячки Скелястих Гір. У тому ж році схожі спостереження зробили Шарль Ніколь та його колеги при дослідженні епідемічного висипного тифу. У 1910 році Рікеттс загинув від епідемічного висипного тифу, вивченням якого займався в Мексиці. На честь заслуг науковця збудники цих інфекційних хвороб були названі «рикетсіями» і виділені у рід Rickettsia.

## Будова
Типовий рід родини, Rickettsia, представлений поліморфними, частіше кокоподібними або паличкоподібними, нерухомими клітинами. В оптимальних умовах клітини представників родини мають форму коротких паличок розміром в середньому 0,2—0,6 × 0,4—2,0 мікрон. Їхня форма і розміри можуть декілька мінятися залежно від фази росту (наприклад, логарифмічної або стаціонарної фази). При зміні умов росту вони легко утворюють неправильної форми або ниткоподібні клітини. На поверхні зовнішньої мембрани містяться капсулоподібний слизовий покрив і мікрокапсула, які містять специфічний до групи «розчинний» антиген. У складеній з пептидоглікану клітинній стінці локалізовані багато білків, які є видоспецифічними антигенами. У цитоплазматичній мембрані переважають ненасичені жирні кислоти, ця мембрана осмотично активна, має специфічну транспортну систему АТФ-АДФ. Нуклеоїд містить одну кільцеву хромосому. Розмножуються ці бактерії шляхом бінарного поділу, володіють незалежним від клітини-хазяїна метаболізмом. Джерелом енергії у позаклітинних рикетсій служить глутамат. Можливо, що при розмноженні вони отримують макроергічні сполуки від клітини-хазяїна. Здатні індукувати свій фагоцитоз клітиною еукаріотів.

## Життєвий цикл
Розмноження, за винятком одного виду, відбувається тільки в живих клітинах хазяїна, тобто рикетсії є облігатними внутрішньоклітинними паразитами, ріст і розмноження яких відбуваються в клітинах відповідного хазяїна. Паразитують в цитоплазмі і ядрі або тільки в цитоплазмі клітин членистоногих і теплокровних тварин. Лише один вид рикетсій (Rochalimaea quintana), який спричинює волинську гарячку, може рости поза клітинами в кішківнику воші, а також в безклітинному поживному середовищі. У життєвому циклі більшості рикетсій членистоногі є первинними хазяями або переносниками.

## Епідеміологічні особливості
У людини рикетсії спричинюють гострі захворювання — рикетсіози. Найбільше епідеміологічне й соціальне значення мають збудники епідемічного висипного тифу (Rickettsia prowazekii), плямистої гарячки Скелястих гір (Rickettsia rickettsii), цуцугамуші (Rickettsia tsutsugamushi).
Патогенні для людини рикетсії, за рідкісним виключенням, передаються при укусі заражених вошей, кліщів і бліх. Зараження рикетсіями іноді зумовлює загибель самих членистоногих-переносників, але може й не спричиняти помітної патогенної дії на них. У деяких випадках передача рикетсій у членистоногих проходить трансоваріально від одного покоління до іншого через заражені яйця, в інших — через проміжних хазяїв, таких, як пацюки, миші або собаки. У цих ссавців носійство рикетсій не супроводжується вираженими ознаками захворювання, і тому вважається, що інфекція перебігає у них в латентній (прихованій) формі.
Єдине відоме захворювання ссавців, пов'язане з рикетсіями, — кліщова гарячка овець, кіз і великої рогатої худоби — зустрічається тільки в Африці.

## Патогенність
Рикетсіям властивий тропізм до клітин ендотелію судин.

## Стійкість
Представники родини чутливі до більшості антибіотиків широкого спектра дії, особливо тетрациклінового ряду.

## Забарвлення і культивування
Рикетсій культивують в жовткових мішках курячих ембріонів, культурах клітин легенів домашніх мишей.
Рикетсії ідентифікують в мазках при фарбуванні за Романовським—Гімзою, Гіменесом, Маккіавелло, Здродовським, в мазках, оброблених флюоресцентними і міченими ферментами антитілами. Для первинного виділення рикетсій використовують переважно дорослих самців морських свинок і дорослих мишей.